# 샤를 부아예
샤를 부아예(프랑스어: Charles Boyer, 영어: 찰스 보이에이, 영어 발음: /ˈbɔɪeɪ/ 1899년 8월 28일 ~ 1978년 8월 26일)는 프랑스와 미국의 배우이다.

## 영화
- 가행복
- 러브 어페어 (1939년 영화)
- 올 디스 엔드 헤븐 투
- 홀드 백 더 돈
- 가스등 (1944년 영화)
- 13번째 편지
- 마담D
- 80일간의 세계 일주 (1956년 영화)
- 백만달러의 사랑
- 묵시록의 4기사 (영화)
- 파리는 불타고 있는가?
- 007 카지노 로얄 (1967년 영화)
- 맨발 공원
- 잃어버린 지평선 (1973년 영화)

## 텔레비전
- 에드 설리번 쇼
- 왈가닥 루시

## 브로드웨이
- 사람과 초인